# Cabezón de Pisuerga
Cabezón de Pisuerga é um município da Espanha na província de Valladolid, comunidade autónoma de Castela e Leão, de área 45,28 km² com população de 2925 habitantes (2007) e densidade populacional de 64,6 hab./km².

## Demografia
| Variação demográfica do município entre 1991 e 2004 | Variação demográfica do município entre 1991 e 2004 | Variação demográfica do município entre 1991 e 2004 | Variação demográfica do município entre 1991 e 2004 |
| --------------------------------------------------- | --------------------------------------------------- | --------------------------------------------------- | --------------------------------------------------- |
| 1991                                                | 1996                                                | 2001                                                | 2004                                                |
| 1522                                                | 1692                                                | 1968                                                | 2344                                                |